# 危地马拉—美国关系
危地马拉-美国关系是危地马拉和美国之间的双边关系。美国驻危地马拉大使馆位于危地马拉城。根据美国国务院的说法，美国和危地马拉的关系传统上一直很密切，尽管有时会因为人权和民事/军事问题而紧张。
根据一项全球民意调查，2002年82%的危地马拉人对美国持正面看法。根据《2012年美国全球领导力报告》，41%的危地马拉人认同美国的领导力，16%的人不认同，43%的人不确定。2017年，67%的危地马拉人对美国的看法是“好”或“非常好”，低于2015年的80%。

## 国家比较
|              | 危地马拉共和国                               | 美利坚合众国                            |
| 国徽         |                                              |                                         |
| Flag         | 危地马拉                                     | 美国                                    |
| 人口         | 16,176,133                                   | 330,268,000                             |
| 面积         | 108,889 km2（42,042 sq mi）                  | 9,820,630 km2（3,791,770 sq mi）        |
| 人口密度     | 129/km2（330/sq mi）                         | 35/km2（91/sq mi）                      |
| 首都         | 危地马拉城                                   | 华盛顿特区                              |
| 最大城市     | 危地马拉城 – 2,110,100人 (都会区4,500,000人) | 纽约 – 8,600,710人 (都会区19,006,798人) |
| 政府         | 单一制总统制                                 | 联邦制总统制                            |
| 第一任领导人 | 何塞·拉斐尔·卡雷拉·图尔西奥斯                | 乔治·华盛顿                             |
| 当今领导人   | 亚历杭德罗·贾马太                            | 乔·拜登                                 |
| 官方语言     | 西班牙语                                     | 英语（非联邦政府规定）                  |
| 名目GDP      | US$68,389,000,000 (人均$4,101)               | US$16,245,000,000,000 (人均$51,704)     |

## 美国在危地马拉的政策目标
美国国务院列出了在危地马拉的政策目标，包括:
- 支持民主制度化和执行《和平协定》;

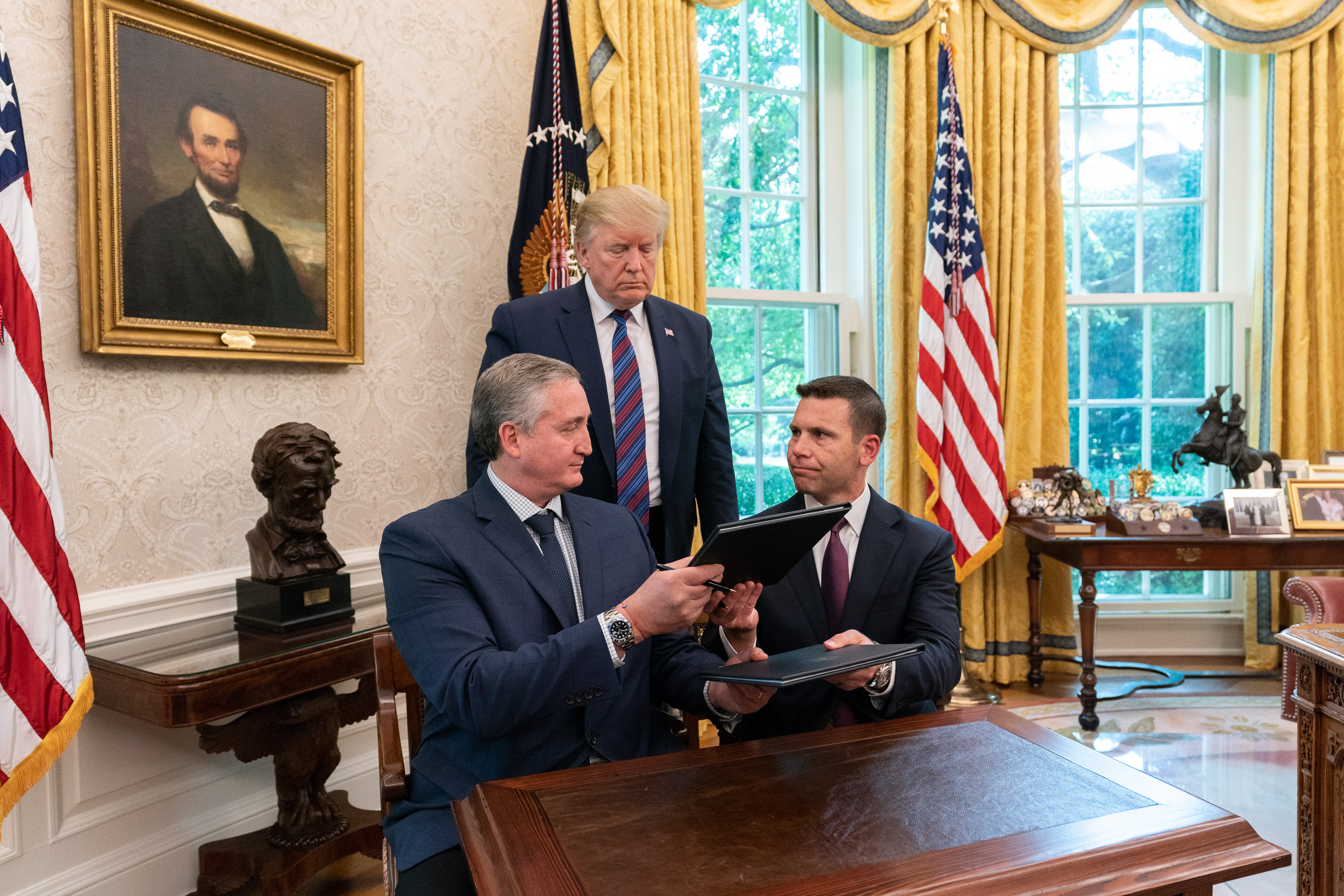
危地马拉内政部长恩里克·安东尼奥·德根哈特·阿斯图里亚斯(左)和美国国土安全部代理部长凯文·K·麦卡利斯南(右)签署了2019年保护申请审查合作协议，美国总统特朗普目睹了这一情况

- 鼓励尊重人权和法治，并在危地马拉执行打击有罪不罚现象国际委员会(CICIG);
- 支持基础广泛的经济增长和可持续发展，维持互利的贸易和商业关系，包括确保中美洲自由贸易区和发展战略惠及危地马拉民众的所有阶层;
- 合作打击洗钱、贪污、贩毒、偷运外国人及其他跨国犯罪;
- 通过支持解决边界/领土争端支持中美洲一体化。[1]

2019年7月15日，危地马拉总统吉米·莫拉莱斯取消了与美国总统唐纳德·特朗普的会面，此前危地马拉最高法院对特朗普政府限制进入美国的瓜地马拉移民数量的政策目标发出禁止令。